# Garry Brown (Leichtathlet)
Garry Brown (* 27. Oktober 1954) ist ein ehemaliger australischer Hürdenläufer, der sich auf die 400-Meter-Distanz spezialisiert hatte.
1977 wurde er beim Leichtathletik-Weltcup in Düsseldorf Sechster. Bei den Commonwealth Games 1978 in Edmonton gewann er Silber über 400 m Hürden und mit der australischen Mannschaft Bronze in der 4-mal-400-Meter-Staffel. 
Einem sechsten Platz beim Leichtathletik-Weltcup 1981 in Rom folgte ein Sieg bei den Commonwealth Games 1982 in Brisbane mit seiner persönlichen Bestzeit von 49,37 s.
Von 1980 bis 1982 wurde er dreimal in Folge Australischer Meister.